# Fußball-Verbandsliga Schleswig-Holstein 1983/84
Die Verbandsliga Schleswig-Holstein wurde zur Saison 1983/84 das 37. Mal ausgetragen und bildete den Unterbau der drittklassigen Oberliga Nord. Die beiden erstplatzierten Mannschaften durften an der Aufstiegsrunde zur Oberliga Nord teilnehmen. Die Mannschaften auf den beiden letzten Plätzen mussten in die Landesliga absteigen.

## Vereine
Im Vergleich zur Saison 1982/83 veränderte sich die Zusammensetzung der Liga folgendermaßen: Keine Mannschaft war in die Oberliga Nord auf-, während der VfB Lübeck nach sechs Jahren aus der Oberliga Nord wieder abgestiegen war. Die drei Absteiger hatten die Verbandsliga verlassen und wurden durch die beiden Aufsteiger TSV Neustadt in Holstein (Wiederaufstieg nach 30 Jahren) und VfB Nordmark Flensburg (erstmals in der höchsten Amateurliga Schleswig-Holsteins) ersetzt.
| Verein                   | Stadt                | Kreis               | Qualifikation                      |
| ------------------------ | -------------------- | ------------------- | ---------------------------------- |
| VfB Lübeck               | Lübeck               |                     | Absteiger aus der Oberliga Nord    |
| Heider SV                | Heide                | Dithmarschen        | Meister 1982/83                    |
| VfR Neumünster           | Neumünster           |                     | 2. Platz 1982/83                   |
| Eutin 08                 | Eutin                | Ostholstein         | 3. Platz 1982/83                   |
| Blau-Weiß Friedrichstadt | Friedrichstadt       | Nordfriesland       | 4. Platz 1982/83                   |
| TSV Plön                 | Plön                 | Plön                | 5. Platz 1982/83                   |
| BSC Brunsbüttel          | Brunsbüttel          | Dithmarschen        | 6. Platz 1982/83                   |
| TSV Westerland           | Westerland           | Nordfriesland       | 7. Platz 1982/83                   |
| NTSV Strand 08           | Timmendorfer Strand  | Ostholstein         | 8. Platz 1982/83                   |
| 1. FC Phönix Lübeck      | Lübeck               |                     | 9. Platz 1982/83                   |
| TSV Nord Harrislee       | Harrislee            | Schleswig-Flensburg | 10. Platz 1982/83                  |
| Schleswig 06             | Schleswig            | Schleswig-Flensburg | 11. Platz 1982/83                  |
| Wiker SV                 | Kiel                 |                     | 12. Platz 1982/83                  |
| Itzehoer SV              | Itzehoe              | Steinburg           | 13. Platz 1982/83                  |
| VfB Nordmark Flensburg   | Flensburg            |                     | Aufsteiger aus der Landesliga Nord |
| TSV Neustadt in Holstein | Neustadt in Holstein | Ostholstein         | Aufsteiger aus der Landesliga Süd  |

## Saisonverlauf
Die Meisterschaft und Teilnahme an der Aufstiegsrunde sicherte sich der NTSV Strand 08. Als Zweitplatzierter durfte Blau-Weiß Friedrichstadt ebenfalls teilnehmen. Beide beendeten in ihren Gruppen den letzten Platz und mussten Altona 93 bzw. dem Hummelsbütteler SV den Vortritt lassen. Der TSV Neustadt in Holstein und VfB Nordmark Flensburg mussten die Verbandsliga nach einer Saison wieder verlassen.

### Tabelle
| Pl. | Verein                       | Sp. | S  | U  | N  | Tore    | Diff. | Punkte |
| --- | ---------------------------- | --- | -- | -- | -- | ------- | ----- | ------ |
| 1.  | NTSV Strand 08               | 30  | 14 | 14 | 2  | 070:320 | +38   | 42:18  |
| 2.  | Blau-Weiß Friedrichstadt     | 30  | 16 | 7  | 7  | 081:460 | +35   | 39:21  |
| 3.  | VfB Lübeck (A)               | 30  | 16 | 7  | 7  | 062:270 | +35   | 39:21  |
| 4.  | VfR Neumünster               | 30  | 14 | 11 | 5  | 042:200 | +22   | 39:21  |
| 5.  | TSV Westerland               | 30  | 12 | 12 | 6  | 046:400 | +6    | 36:24  |
| 6.  | TSV Nord Harrislee           | 30  | 13 | 9  | 8  | 044:380 | +6    | 35:25  |
| 7.  | Eutin 08                     | 30  | 11 | 10 | 9  | 059:470 | +12   | 32:28  |
| 8.  | Heider SV (M)                | 30  | 12 | 8  | 10 | 050:420 | +8    | 32:28  |
| 9.  | BSC Brunsbüttel              | 30  | 10 | 12 | 8  | 052:510 | +1    | 32:28  |
| 10. | Itzehoer SV                  | 30  | 8  | 13 | 9  | 058:480 | +10   | 29:31  |
| 11. | TSV Plön                     | 30  | 10 | 8  | 12 | 054:630 | −9    | 28:32  |
| 12. | Schleswig 06                 | 30  | 9  | 8  | 13 | 042:470 | −5    | 26:34  |
| 13. | 1. FC Phönix Lübeck          | 30  | 8  | 10 | 12 | 033:400 | −7    | 26:34  |
| 14. | Wiker SV                     | 30  | 6  | 7  | 17 | 035:780 | −43   | 19:41  |
| 15. | VfB Nordmark Flensburg (N)   | 30  | 4  | 7  | 19 | 034:740 | −40   | 15:45  |
| 16. | TSV Neustadt in Holstein (N) | 30  | 2  | 7  | 21 | 028:970 | −69   | 11:49  |

| (M) | Staffelsieger der Verbandsliga Schleswig-Holstein 1982/83 |
| (A) | Absteiger aus der Oberliga Nord 1982/83                   |
| (N) | Aufsteiger aus der Landesliga Schleswig-Holstein 1982/83  |